# Ёндонванчуг
Ёндонванчуг, или Князь Юнь (кит. 云端旺楚克; 1870 — 24 марта 1938) — китайский и монгольский политический деятель из халхаского хошуна правого крыла (также называемого Дарханским хошуном) Уланчабского аймака (ныне эти земли входят в состав хошуна Дархан-Муминган городского округа Баотоу), один из членов так называемой Уланчабской лиги. Находился на службе сначала у империи Цин, затем у правительства националистов, в конце жизни возглавлял прояпонские правительства Внутренней Монголии, из которых позднее было образовано марионеточное государство Мэнцзян. Был последним правителем хошуна Дархан.

## Биография
Родился в знатной семье, в молодости изучал китайский и тибетский языки. В 1890 году унаследовал титул засага (главы) халхаского хошуна правого крыла и был признан бэйлэ (так называли монголов, признаваемых Цинским двором состоящими в родстве с правящей династией) Дархана. В 1896 году стал заместителем главы Уланчабской лиги. В 1912 году, после того как в Китае произошла Синьхайская революция, получил от Бэйянского правительства титул циньвана (князя) Уланчабской лиги и возглавил хошун Дархан; в 1924 году основал там первую бесплатную школу для детей кочевых пастухов, в которой обучалось чтению более 30 учеников, с 1914 по 1926 год занимался также организацией строительства буддийских храмов.
В 1920 году он возглавил Уланчабскую лигу и одновременно был введён в состав военной полиции китайского государства. Спустя год после образования провинции Суйюань он был назначен в состав гоминьдановского правительства этой территории. В 1930 году (по другим данным — в октябре 1932 года) был назначен начальником уланчабских территорий в составе провинции Суйюань.
В июле 1933 года Ёндонванчуг совместно с Дэ Ван Дэмчигдонровом созвал нечто вроде съезда различных высокопоставленных людей из Внутренней Монголии, выступавших за автономию, и на нём потребовал от правительства первоначально «высокой автономии» для Внутренней Монголии. В сентябре того же года он занял пост главы автономного правительства Внутренней Монголии. В апреле следующего года возглавил Политический комитет местного самоуправления Внутренней Монголии. В феврале 1935 года стал представителем Правительства националистов.

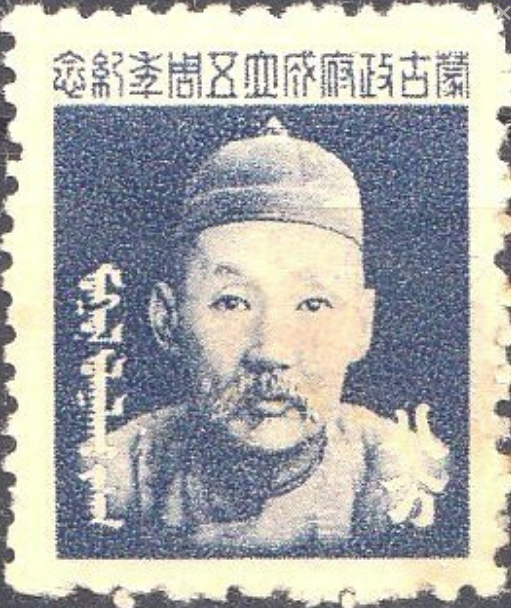
Ёндонванчуг на марке Мэнцзяна

С 1935 года Ёндованчуг оказался в конфликте с властями китайского Правительства националистов в провинции Суйюань в лице гоминьдановского генерала Фу Цзои, а также с князем Ширабдоржи из Урада, который был поставлен управлять халха хошуном правого крыла и не поддерживал деятельность комитета местного самоуправления. В октябре 1935 года Ёндонванчуг инициировал лишение Ширабдоржи всех титулов и отправил к его резиденции верные войска, однако Ширабдоржи заявил, что Комитет не вправе лишать его титулов, которые принадлежат ему по наследству, или отстранять от чего-либо, а также попросил помощи у Фу Цзои, войска которого наступали на позиции сепаратистов Внутренней Монголии в ходе Суйюаньской кампании. Хотя Нанкинское правительство формально не вмешивалось в это дело, войска Ёндонванчуга были разбиты, а сам он после этого инцидента был арестован и отстранён от службы (формально это произошло в марте 1936 года), в это же время окончательно примкнув к антикитайским силам.
В апреле—мае 1936 года при поддержке японцев было сформировано Военное правительство Внутренней Монголии, в котором Ёндованчуг занял пост председателя, а Дэмчигдонров — пост его заместителя. В июле 1936 года появилось сообщение, что он был арестован японцами по обвинению в государственной измене и помещён в местный штаб, однако в октябре 1937 года, когда возникло Автономное правительство Объединённых монгольских аймаков, его председателем вновь стал Ёндованчуг.
24 марта 1938 года он скончался в возрасте 68 лет — по некоторым сведениям, от отравления.